# Dallas College

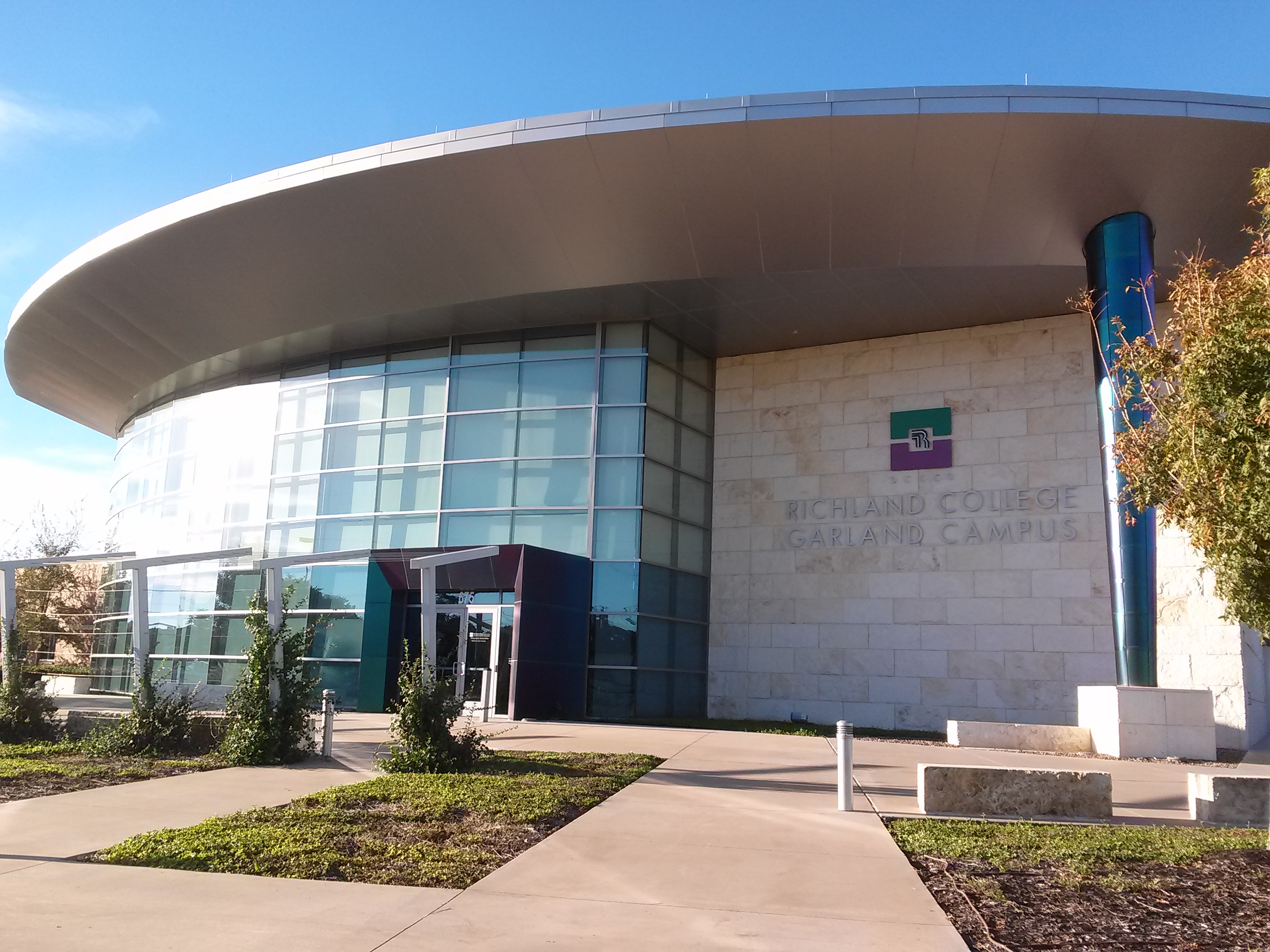
Richland College Plantel de Garland

Dallas College, anteriormente los Colegios Comunitarios del Condado de Dallas (Dallas County Community College District, DCCCD), gestiona instalaciones en el condado de Dallas. Tiene su sede en Dallas. Gestiona colegios comunitarios en Dallas, Farmers Branch, Irving, Lancaster, y Mesquite.

## Lista de colegios
- Brookhaven College
- Cedar Valley College
- Eastfield College
- El Centro College
- Mountain View College
- North Lake College
- Richland College